# تریسی (کالیفرنیا)
تریسی (به انگلیسی: Tracy) شهری در شهرستان سن ژواکین، کالیفرنیا ایالت کالیفرنیا است که در سرشماری سال ۲۰۱۰ میلادی، ۸۲۹۲۲ نفر جمعیت داشته است.